# ごんぶと
ごんぶとは、1993年8月より日清食品グループが製造・販売していた生タイプ麺の和風カップ麺・和風袋麺の名称（商品名）である。正式な商品名は「日清のごんぶと」（にっしんのごんぶと）。

## 概要
名前の由来は「コシが強くて太いめん」で、それを日清社内で「強太」と表現していることがこの名称につながった。生タイプの麺を採用し、湯切り方式で調理する。
1993年の発売当初は「きつね」と「てんぷら」の2種体制で、その後「肉」と「カレー」が追加されてレギュラー商品は4種体制が長く続いていたが、2009年にごんぶと初の袋麺となる「釜玉風うどん」が発売され、翌2010年には「焼うどん」も発売された。その他、これまでに期間限定商品が多数発売されている。
日清ラ王等と同じく度々リニューアルが行われており、2003年にはジェット湯切りが搭載され、2009年には従来の湯切りに加えて電子レンジ調理も可能なタイプにリニューアルされた。
2017年に製造終了された。
2024年9月にきつねうどんと天ぷらうどんが復活した。チルド麺（要冷蔵）で賞味期限が20日間となり、また希望小売価格が税別400円とかなり高額化した。

## 種類
2013年時点で、5種類が存在した。
- きつねうどん

ごんぶと発売当初からの商品。以前は東西でつゆの味を変えていたが、2007年のリニューアルから全国で関西風に統一された。発売当初からのおあげは水分を含んだもので、お湯をかけてすぐに食べることが出来た。2024年発売のものはどん兵衛と同じ乾物となり、お湯をかけてから一分待つことになる。
- 天ぷらうどん

きつねうどんとともにごんぶと発売当初からの商品。2011年のリニューアルまで東西でつゆの味を変えていた。麺は湯切り方式で調理する為、発売当初から「後のせサクサク天ぷら」である。ただし、発売後十数年に渡ってどん兵衛とは別の天ぷらを添付していたが、2017年の終売までの数年間はどん兵衛と同じ天ぷらが添付された。2024年発売のものもどん兵衛と同じ天ぷらである。
- カレーうどん

1994年8月より発売。どん兵衛とは異なり東西の区別はない。
- 肉うどん

1994年4月より発売。本製品のみ西日本限定発売。
- 年明けうどん

2011年より毎年12月下旬発売。

### 過去に発売された種類
- もちうどん
- 白だき鶏うどん
- 鶏玉親子うどん
- 梅うどん
- 大判かき揚げうどん
- 冷しぶっかけうどん
- 小川直也スペシャル肉玉うどん
- あんかけうどん（熱血!平成教育学院とのタイアップ）
- 鴨だしうどん
- きつねうどん（関東風つゆ）
- 天ぷらうどん（関東風つゆ）
- 釜玉風うどん

2009年にごんぶとシリーズ初の袋麺として発売。調理の際に卵1個を用意する必要がある。
- 鰹が香る焼うどん醤油

2010年発売。
- がんそば

姉妹品の、生麺の蕎麦。

## CM出演した著名人
- 佐々木主浩（当時横浜ベイスターズ）
- 岩下志麻
- 伊東美咲
- 小川直也
- スティーヴン・セガール
- 内田恭子